# Enric Bosch i Herreros
Enric Bosch i Herreros († Madrid, 18 de maig de 1930) fou un polític català establert a Madrid, diputat pel districte de Gandesa a les Corts Espanyoles durant la restauració borbònica.
Era fill d'Albert Bosch i Fustegueras, polític tortosí que fou alcalde de Madrid i ministre de Foment. Llicenciat en dret, va exercir com a advocat i durant un temps fou director del diari El Imparcial. Es casà amb Pilar Baíllo, neta dels comtes de Las Cabezuelas.
Fou elegit diputat pel districte de Gandesa pel Partit Conservador a les eleccions generals espanyoles de 1903.